# ARGE Qualitätsgruppe Wärmedämmsysteme

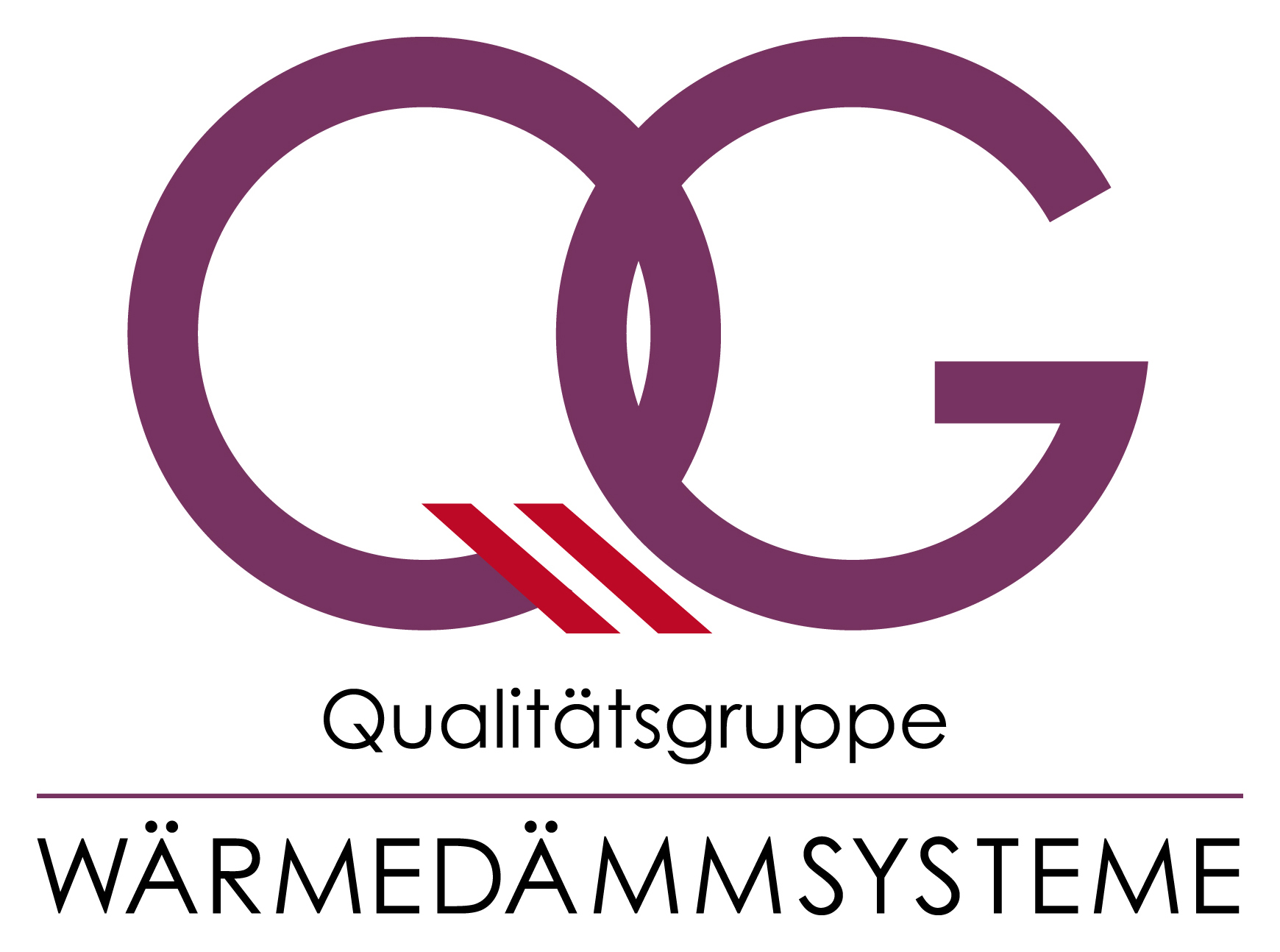
Logo

Die ARGE Qualitätsgruppe Wärmedämmsysteme (QG) ist eine Arbeitsgemeinschaft der führenden Anbieter von Wärmedämmverbundsystemen (WDVS) in Österreich innerhalb der Wirtschaftskammer Österreich (WKÖ). Sie dient als zentrale Anlaufstelle für Informationen zum Thema Vollwärmeschutz und engagiert sich aktiv für die Wissensvermittlung und Verbreitung moderner Wärmedämmverbundsysteme in Österreich.

## Geschichte
Die ARGE Qualitätsgruppe Wärmedämmsysteme wurde 1983 als Qualitätsgruppe Vollwärmeschutz gegründet und 1999 neu organisiert. Seit einem Markenrelaunch im Jahr 2011 ist die Gruppe unter ihrem heutigen Namen aktiv. Ihr Ziel ist die Sicherung und Weiterentwicklung von Qualitätsstandards im Bereich der Wärmedämmverbundsysteme (WDVS). Sie fördert den Austausch zwischen Interessengruppen und dient als Informationsstelle für private und öffentliche Bauträger.

## Organisation
Die Hauptmitglieder der ARGE Qualitätsgruppe Wärmedämmsysteme umfassen die größten Systemhalter für Wärmedämmverbundsysteme (WDVS) in Österreich, darunter Baumit GmbH, Röfix AG, Sto und Synthesa Chemie Gesellschaft m.b.H. Ergänzt wird die Gruppe durch Zusatzmitglieder, die Unternehmen aus der Dübel-, Dämmstoff- und Zubehörindustrie umfassen, welche wichtige Komponenten für WDVS herstellen und an die Systemhalter liefern:
- Austrotherm GmbH
- APU AG
- EJOT AUSTRIA GmbH & Co KG
- fischer Austria GmbH
- H&V
- Hilti Austria Ges.m.b.H
- K-Uni Kunststoffproduktions- u. Handels-GmbH
- Knauf Insulation GmbH
- KP-TEC Profiltechnik GmbH
- OFI
- Protektorwerk Florenz Maisch GmbH & Co. KG
- RANIT Austria GmbH
- ROCKWOOL Handelsgesellschaft m.b.H.
- Schöck Ges.m.b.H.
- tremco illbruck GmbH
- WS INSEBO GmbH

Der Vorstandsvorsitzende und sein Stellvertreter werden jährlich aus den Mitgliedsunternehmen gewählt. Sprecher der QG und somit deren Ansprechpartner ist seit Oktober 2012 Clemens Hecht.

## Aufgaben
Die ARGE Qualitätsgruppe Wärmedämmsysteme (QG) widmet sich der Forschung, Entwicklung und Förderung von Wärmedämmverbundsystemen (WDVS), wobei Nachhaltigkeit und Energieeinsparung zunehmend in den Fokus rücken. Sie fördert den fachlichen Austausch und informiert Bauträger über WDVS.
Die Verarbeitungsrichtlinie für WDVS (VAR) wird von der QG öffentlich zur Verfügung gestellt, und die Organisation beteiligt sich an der Entwicklung und Anpassung relevanter Normen und Vorschriften.
Im Bereich der Ausbildung hat die QG die Schulung zum zertifizierten WDVS-Fachverarbeiter (ZFV) initiiert, deren erste Zertifizierungen 2008 durchgeführt wurden. Diese Weiterbildung erfolgt in Zusammenarbeit mit WIEN-Zert und den österreichischen BAUAkademien.
Zudem vergibt die QG den ETHOUSE Award, der innovative und energieeffiziente Sanierungsprojekte auszeichnet.

## ETHOUSE Award
Die QG vergibt den ETHOUSE Award, einen Wettbewerb, der seit 2008 energieeffiziente Sanierungsprojekte in Österreich auszeichnet. Dabei werden Projekte gewürdigt, die innovative Lösungen im Bereich der Wärmedämmung umsetzen und sowohl energetische als auch architektonische Herausforderungen meistern. 2024 wurde der Preis zum 12. Mal verliehen.
Im Rahmen des ETHOUSE Awards prämiert die QG Sanierungen, die durch den Einsatz von Wärmedämmverbundsystemen (WDVS) einen bedeutenden Beitrag zur Reduzierung des Energieverbrauchs leisten. Eine zentrale Rolle spielt dabei die fachgerechte Verarbeitung der Systeme, um die langfristige Energieeffizienz von Gebäuden zu sichern. Ziel des Wettbewerbs ist es, die Bedeutung der thermischen Sanierung für das Erreichen der Klimaziele hervorzuheben und die Öffentlichkeit auf die Vorteile energieeffizienter Sanierungen aufmerksam zu machen.